# Новини (Дубенський район)
Нови́ни (до 1940-х років — Новини Чеські) — село в Україні, у Млинівській селищній громаді Дубенського району Рівненської області. Населення становить 311 осіб.

## Історія
У 1906 році селище Млинівської волості Дубенського повіту Волинської губернії. Відстань від повітового міста 21 верст, від волості 10. Дворів 57, мешканців 339.
7 (20) листопада 1917 року, відповідно до Третього Універсалу Української Центральної Ради, увійшло до складу Української Народної Республіки.
12 червня 2020 року, відповідно до розпорядження Кабінету Міністрів України № 722-р від «Про визначення адміністративних центрів та затвердження територій територіальних громад Рівненської області», увійшло до складу Млинівської селищної громади.
19 липня 2020 року, в результаті адміністративно-територіальної реформи та ліквідації Млинівського району, село увійшло до складу Дубенського району.

## Особистості
У селі народилися:
- Михайло Капраль  (1957) — сучасний угорський лінгвіст-славіст.
- Лібовицький Володимир (1906—1984) — балетмейстер, режисер і хореограф.